# Myrmecozela hyrcanella
Myrmecozela hyrcanella är en fjärilsart som beskrevs av Aleksei Konstantinovich Zagulajev 1968. Myrmecozela hyrcanella ingår i släktet Myrmecozela och familjen äkta malar.
Artens utbredningsområde är Azerbajdzjan. Inga underarter finns listade i Catalogue of Life.